# Fylkir Reykjavík
Fylkir FC este un club de fotbal din partea de est a capitalei Islandei, Reykjavík care evoluează în 1. deild karla. Echipa susține meciurile de acasă pe Fylkisvöllur cu o capacitate de 4.000 de locuri dintre care 1000 pe scaune.